# دانيال سميث (لاعب كريكت)
دانيال سميث (17 مارس 1982 في أستراليا - ) (بالإنجليزية: Daniel Smith)‏ هو لاعب كريكت أسترالي. لعب مع فريق جنوب ويلز الجديد للكريكت ‏ وSydney Sixers ‏ وSydney Thunder ‏.

## وصلات خارجية
- دانييل سميث على موقع إي آس بي آن كريك إنفو (الإنجليزية)